# Rudolf von Marschall (Landrat)
Rudolf Freiherr Marschall von Altengottern (* 10. Februar 1820 in Dresden; † 16. September 1890) war ein deutscher Verwaltungsjurist und Politiker in Preußen.

## Leben

### Herkunft
Rudolf von Marschall entstammte dem Thüringer Adelsgeschlecht der Marschalle aus der Linie Altengottern. Seine Eltern waren Freiherr Julius August Marschall von Altengottern (* 17. Mai 1799; † 16. (22.) Dezember 1862) und dessen Ehefrau Agnes Luise von Nostitz (* 13. September 1800; † 17. Mai 1875), eine Tochter der Henriette Sophia von Bose und des Gottlob Adolf Ernst von Nostitz und Jänkendorf.

### Werdegang
Marschall studierte an der Universität Leipzig und wurde 1841 im Corps Saxonia Leipzig recipiert. Nach dem Studium trat er in den preußischen Staatsdienst ein. Als Regierungsreferendar bei der Regierung in Gumbinnen wurde er 1853 Landrat des Kreises Lyck. Anschließend war er 33 Jahre (1857–1890) Landrat des Kreises Langensalza.
Von 1855 bis 1858 saß Marschall als Abgeordneter des Wahlkreises Gumbinnen 5 im Preußischen Abgeordnetenhaus. Er gehörte keiner Fraktion an. Am 27. Januar 1858 wurde sein Mandat für erloschen erklärt. Von 1867 bis 1873 vertrat er den Wahlkreis Erfurt 3 (Langensalza, Weißensee, Mühlhausen) im Preußischen Abgeordnetenhaus. Er gehörte der Fraktion der Konservativen Partei an. 1877 wurde er in das Preußische Herrenhaus berufen. Er war auch Mitglied im Provinziallandtag der Provinz Sachsen. Marschall war königlich preußischer Kammerherr, Erbmarschall der Landgrafschaft Thüringen und Rechtsritter des Johanniterordens.

### Familie
Rudolf von Marschall heiratete Anna Luise von Seebach (* 26. Juli 1827; † 21. März 1897), eine Tochter von Major Friedrich Karl Wilhelm von Seebach. Das Paar hatte mehrere Kinder:
- Wolf Rudolf Freiherr Marschall von Altengottern (* 26. September 1855; † 20. November 1930), preußischer General der Kavallerie ⚭ 1885 Gräfin Wilhelmine Auguste Marie von Rittberg (* 2. September 1866; † 3. August 1951)
- Anna Gertrud (* 25. Februar 1858)

## Ehrungen
- Charakter als Geh. Regierungsrat
- Genehmigung zur Führung des Freiherrentitels (1884)[3]